# Bulwar Stefana Wielkiego i Świętego w Kiszyniowie

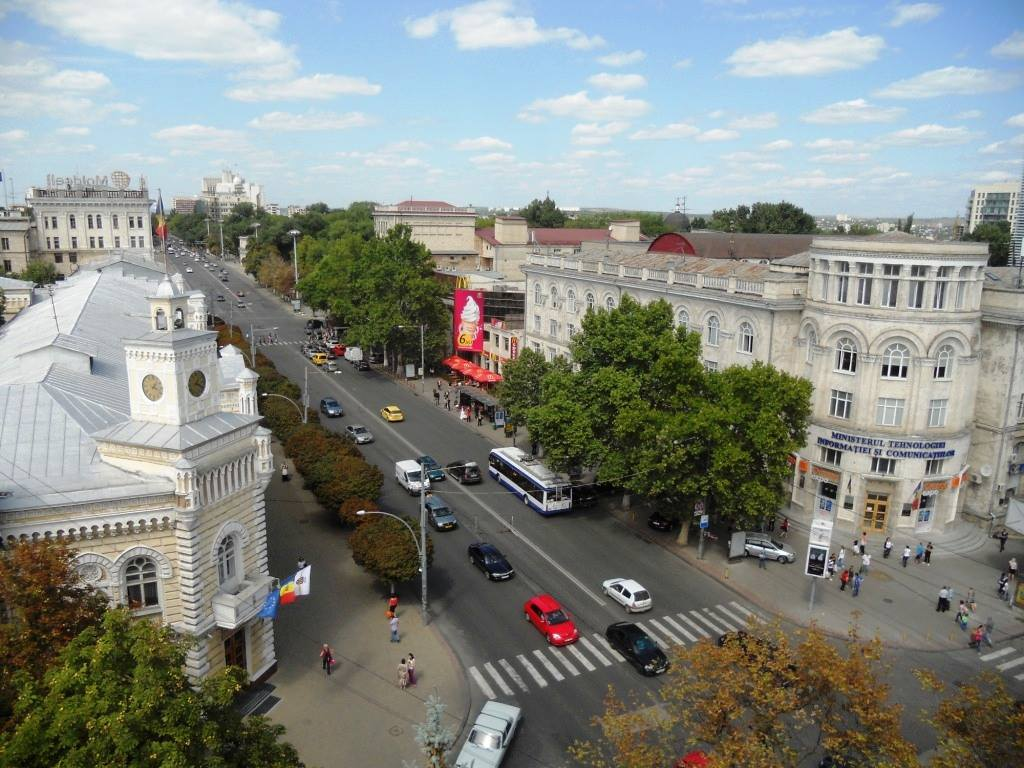
Widok bulwaru z dachu Sali Organowej, widoczne gmachy ratusza (po lewej) i poczty głównej

Bulwar Stefana Wielkiego i Świętego (rum. Bulevardul Ștefan cel Mare și Sfînt) – najważniejszy z bulwarów miejskich w Kiszyniowie, główna oś miejskiej zabudowy, przy której znajdują się obiekty kluczowe dla życia politycznego, społecznego i kulturalnego miasta oraz całej Mołdawii. Bulwar przebiega przez kiszyniowskie dzielnice Centru i Buiucani, od placu Wolności do placu Dymitra Kantemira. Jego łączna długość wynosi 3,8 km.  

## Rys historyczny

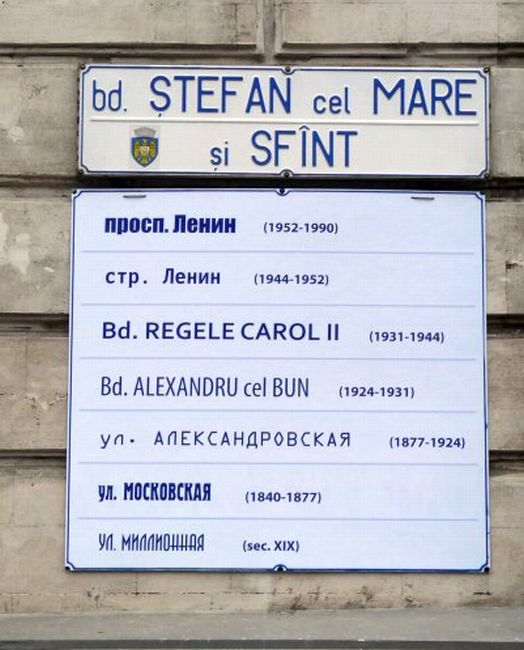
Tablica upamiętniająca zmiany nazw bulwaru na przestrzeni dziejów

### W Rosji carskiej
Prawdopodobnie trasą, którą przebiega bulwar, pierwotnie biegła droga do Kiszyniowa z rosyjskiego obozu wojskowego znajdującego się w jego zachodniej części w 1789 r. Siatka obozowisk poszczególnych pułków, organizowanych na planie prostokątów, posłużyła następnie jako zarys siatki ulic nowej zabudowy rozbudowującego się Kiszyniowa, po tym, gdy po traktacie bukareszteńskim miasto razem z całą Besarabią przeszło pod panowanie rosyjskie. 
Zabudowa przyszłego bulwaru rozwijała się na długo przed zatwierdzeniem w 1834 roku przez cara projektu rozwoju miasta. Do tego czasu przy ulicy, nazywanej Milionową (ros. Millionnaja), wzniesiono kompleks budynków prawosławnej eparchii kiszyniowskiej (w tym pałac biskupi z cerkwią Opieki Matki Bożej oraz seminarium duchowne), rezydencję biskupa Kościoła ormiańskiego (w latach 20. XIX w.), pałace wicegubernatora besarabskiego Matwieja Krupienskiego i serdara Iordache Vartolomeu, gmachy szpitali miejskiego i wojskowego, otwarto również targ spożywczy i publiczny park. W bliskiej odległości od ulicy rozpoczęto również łuku triumfalnego, a kilkaset metrów dalej – soboru Narodzenia Pańskiego.
W latach 40. XIX w. ulica otrzymała oficjalnie nazwę ul. Moskiewskiej, zaś w 1877 r. została przemianowana na Aleksandrowską.
Przy ulicy swoje pałace i domy wznosili przedstawiciele elity społeczeństwa guberni besarabskiej: Iorgu Balș, Victor Sinadino, Dimitrie Russo, przedstawiciele rodziny Krupienskich, Vladimir Hertza. Działały przy niej również hotele, Klub Szlachecki, kościół luterański, gimnazjum męskie nr 2 z wolno stojącą cerkwią Świętych Konstantyna i Heleny, wzniesiono budynki szpitala zakaźnego, Banku Miejskiego i Dumy Miejskiej. Na początku XX w. ulica była w całości zabudowana.

### W okresie międzywojennym
W 1924 r., kilka lat po przyłączeniu Kiszyniowa z całą Besarabią do Rumunii, ulicę przemianowano na Bulwar Aleksandra Wielkiego. W latach międzywojennych rozpoczęto budowę Pałacu Kultury i Klubu Oficerskiego (Domu Wojska). W 1931 r. ulicę podzielono na dwie: od placu Wolności do ul. Ormiańskiej biegła ulica Aleksandra Dobrego, natomiast patronem zachodniej części bulwaru został rumuński król Karol II.

### W ZSRR

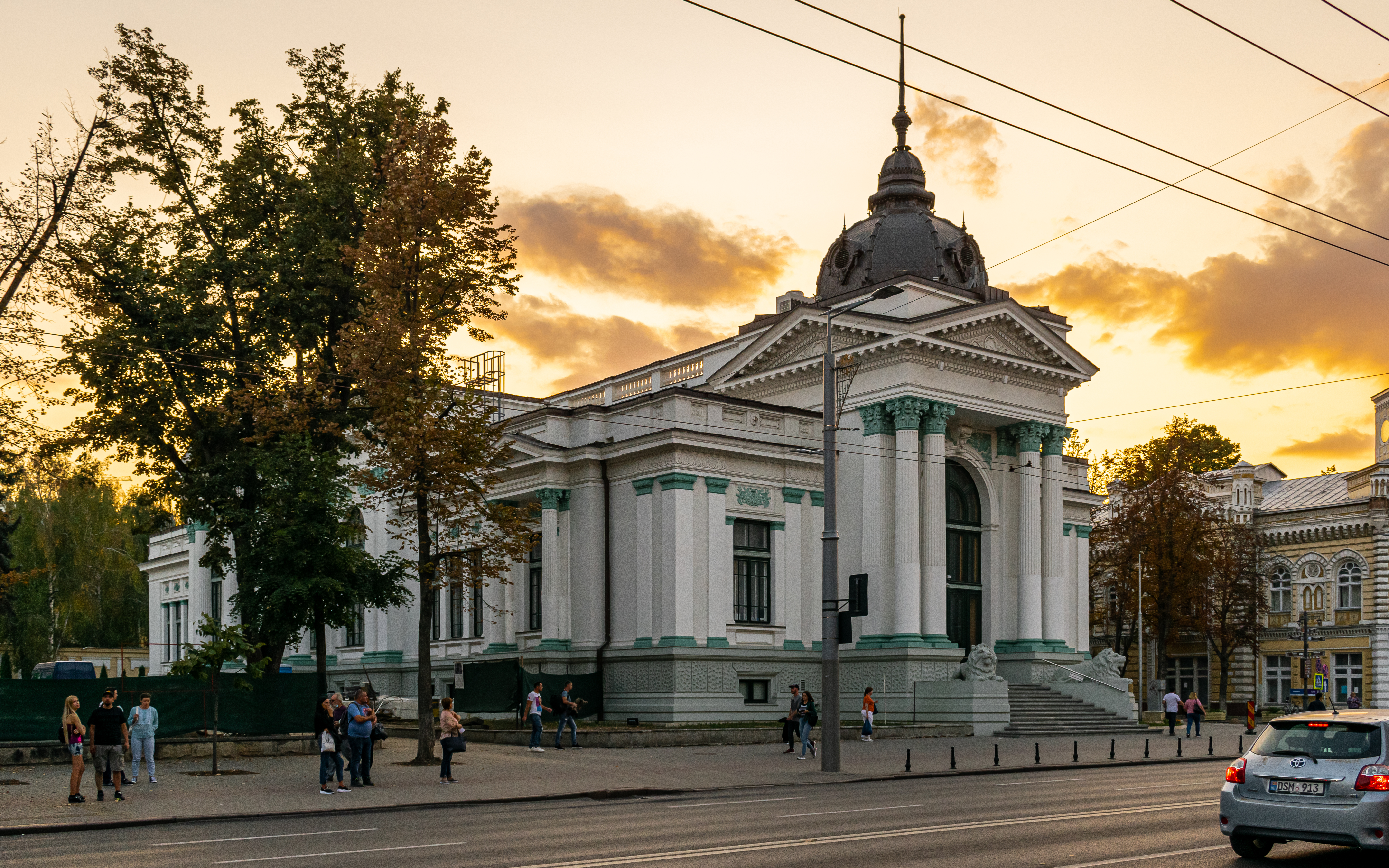
Sala Organowa

W 1940 Besarabia została włączona do ZSRR, ale niedługo potem, po agresji Niemiec na ten kraj, ponownie wróciła do Rumunii. W lipcu 1941 r. zabudowania ulicy zostały w znacznej mierze zniszczone przez wycofującą się armię radziecką. Zniszczono wówczas m.in. budynek II gimnazjum męskiego, dom prawosławnych biskupów kiszyniowskich, Bank Miejski (budynek w znacznej mierze przetrwał wybuch), ratusz.    

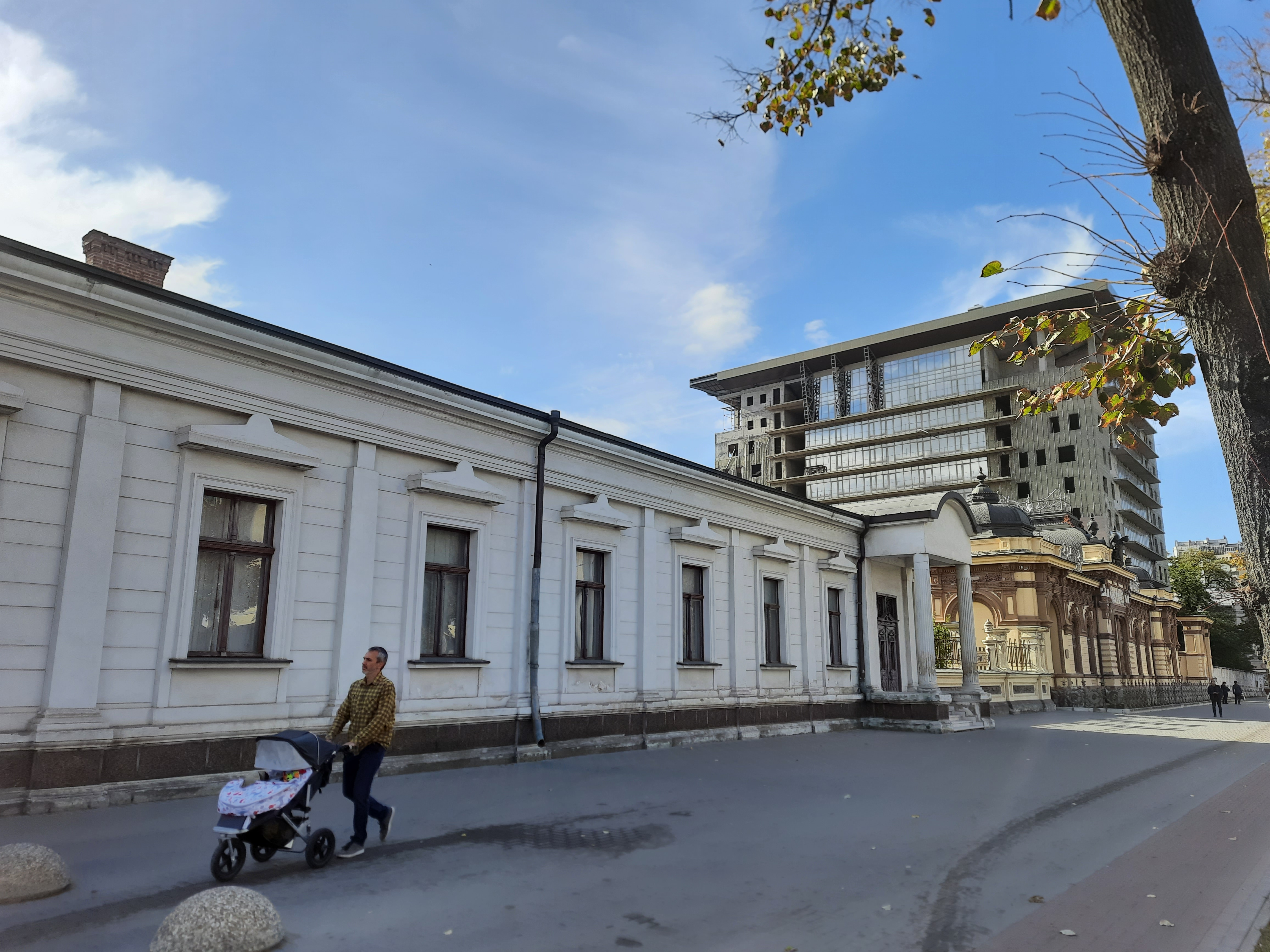
Willa Moisieja Kligmana, na dalszym planie widoczna willa Hertzy i współczesny, niedokończony budynek

Po II wojnie światowej ZSRR znowu zajął tę część Rumunii. Podczas odbudowy Kiszyniowa, nie starano się zachować przedwojennego wyglądu i charakteru miasta. W rezultacie zabudowa bulwaru uległa całkowitej zmianie. Z dawnej zabudowy przetrwało niewiele budynków z XIX i pocz. XX w. Zachowały się m.in. wille Vladimira Hertzy, Mojsieja Kligmana, rodziny Teodosiu i rodziny Tumarchinów (odpowiednio nr nr 113, 115 i 160A i B), budynki szpitala zakaźnego i szpitala wojskowego, budynek szpitala miejskiego z cerkwią św. Mikołaja, sobór Przemienienia Pańskiego (dawniej świętych Konstantyna i Heleny), budynki użytkowe pod nrem 141, 148, 151. W przedwojennej postaci odbudowano Bank Miejski pod nrem 81, przeznaczając go następnie na Sale Organową, i gmach ratusza, dawnej Dumy Miejskiej, pod nrem 83. Odbudowano również XIX-wieczny dom handlowy braci Fitowów, położony naprzeciw ratusza na rogu bulwaru i ul. Pircalaba, jednak w latach 50. budynek ten został zburzony, a na jego miejscu wzniesiono zupełnie nowy obiekt w stylu socrealistycznym.     
W 1944 r. ulicy nadano imię Włodzimierza Lenina, od 1952 r. funkcjonowała jako bulwar Lenina.     

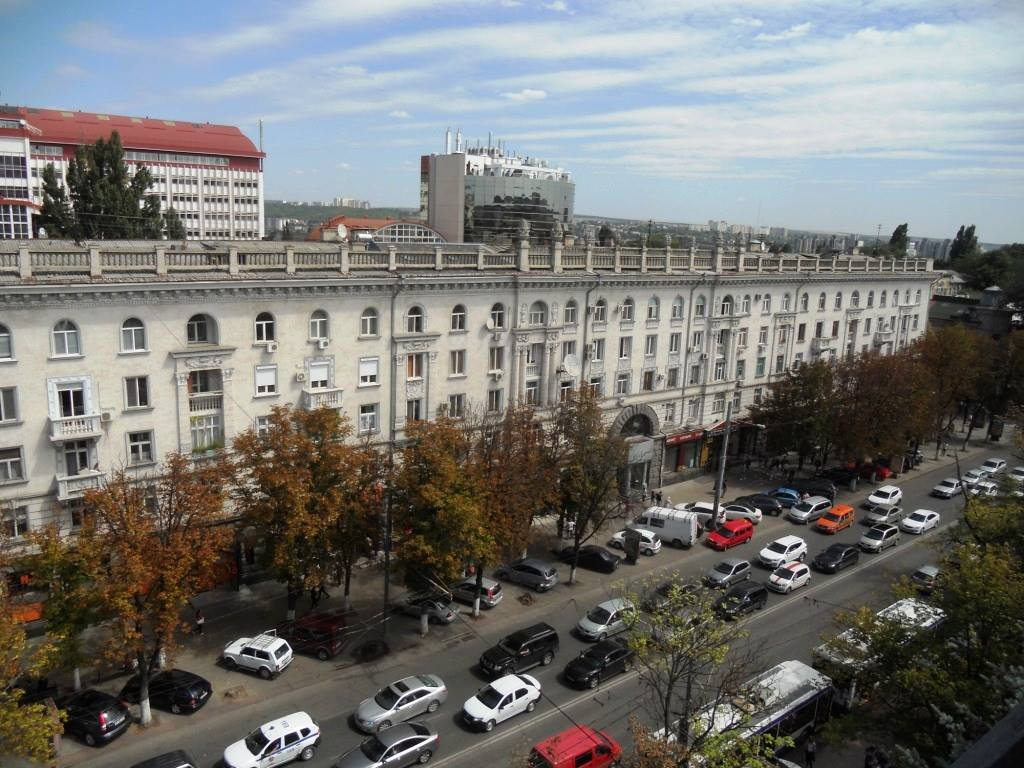
Budynek pod nrem 132, typowy przykład powojennej, stalinowskiej zabudowy bulwaru

Następujące obiekty zostały natomiast odbudowane z zachowaniem elementów oryginalnej architektury i rozplanowania, ale do nowych celów:  
- Kino Patria (pod nrem 103), dawny Klub Szlachecki, odbudowany w 1951 r. według projektu W. Wojciechowskiego,
- Biblioteka Miejska i apteka (pod nrem 148), dawniej dom mieszkalny ze sklepami, zwany hotelem „Suisse”, przebudowana w latach 1946–1948 według projektu E. Spirera;
- Teatr Narodowy im Mihaia Eminescu (pod nrem 79), przedwojenny Pałac Kultury, przebudowany w latach 1946–1953 przez A. Aleksandrowa i W. Smirnowa;
- Hotel Mołdawia, dawny Klub Oficerski, przebudowany w 1949 r. pod kierownictwem I. Șmurun;
- Izba Skarbowa (pod nrem 169) została przebudowana na potrzeby Politechniki w latach 1946–1948[2].

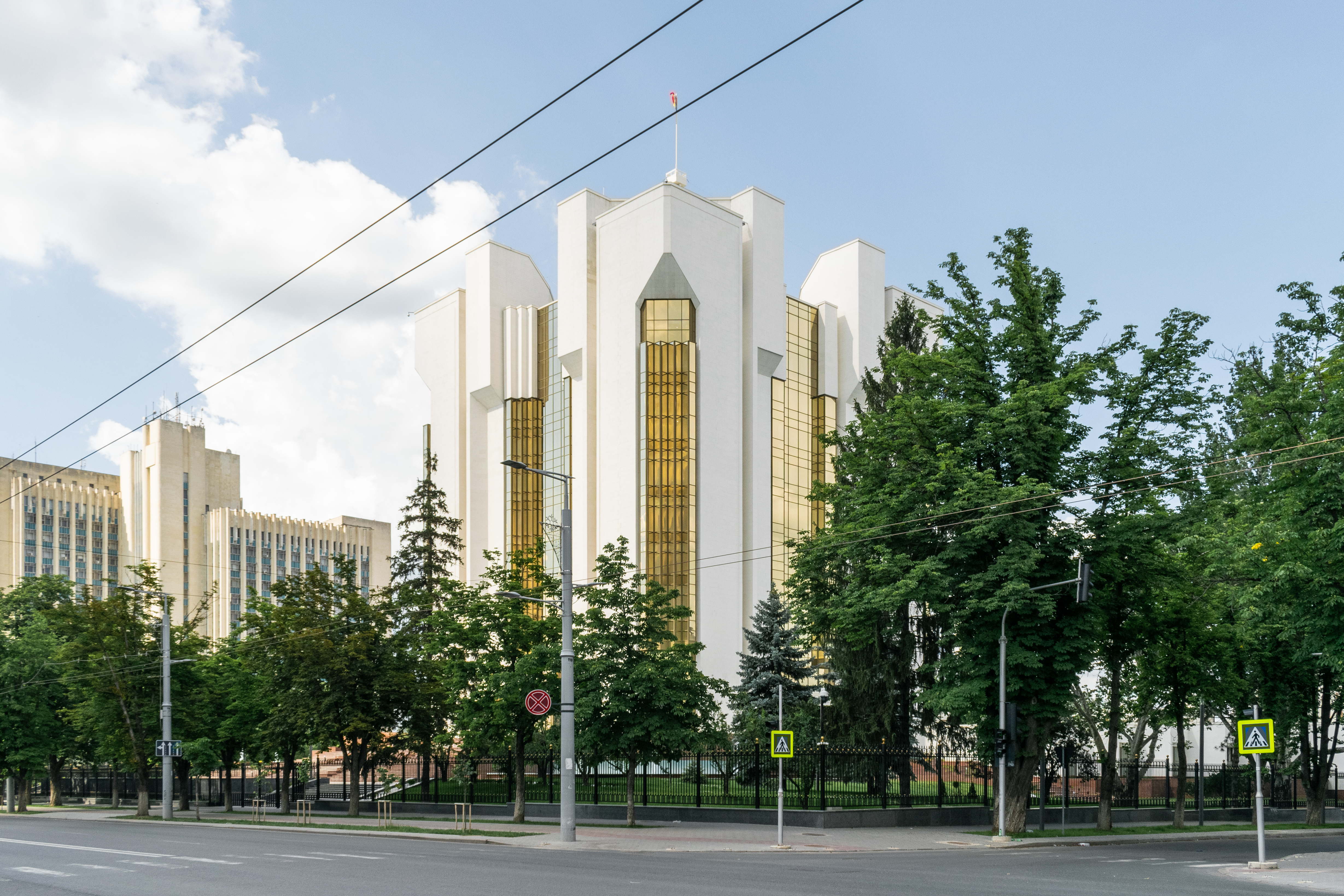
Pałac Prezydencki

Na miejscu innych zrujnowanych budynków wzniesiono zupełnie nowe obiekty. Na miejscu kompleksu budynków należących do prawosławnej eparchii kiszyniowskiej w 1964 r. wzniesiono obszerny gmach Rady Ministrów Mołdawskiej SRR, zaprojektowany przez S. Fridlina (po 1991 r. – siedziba rządu niepodległej Mołdawii). Na miejscu gimnazjum męskiego nr 2 powstała siedziba KGB Mołdawskiej SRR (po 1991 r. – Ministerstwo Bezpieczeństwa Narodowego Republiki Mołdawii (nr 166). Z kolei teren zajmowany przez rezydencję biskupów ormiańskich zajął gmach Ministerstwa Żywności wzniesiony w 1952 r. W 1956 r. przy bulwarze wzniesiono gmach poczty głównej, w 1959 r. – hotel Kiszyniów. Centralny Rynek, nieprzerwanie istniejący plac targowy, został zmniejszony i odcięty od bulwaru po oddaniu do użytku nowych budynków mieszkalnych. W 1960 r. zburzono kościół luterański.     
W latach 1970–1980 przy bulwarze wzniesiono kilka nowoczesnych budynków. W 1976 r. oddano do użytku nowy gmach KC Komunistycznej Partii Mołdawii (po 1991 r. – mołdawski parlament), w 1984 – nową siedzibę mołdawskiej Rady Najwyższej (obecnie rezydencja prezydenta). W 1978 r. pod numerem 2 powstał hotel Național. Natomiast w 1980 r. oddana do użytku została siedziba państwowych wydawnictw oraz gmach Opery Narodowej (nr 152).     
Po 1991 r., w niepodległej Mołdawii, patronem bulwaru został mołdawski hospodar Stefan III Wielki.

## Otoczenie
Chodniki bulwaru Stefan cel Mare są obsadzone drzewami, ponadto przy ulicy znajdują się dwa miejskie parki – im. Stefana Wielkiego i park w sąsiedztwie soboru Narodzenia Pańskiego. Przestrzeń bulwaru poszerzona jest w kilku miejscach o publiczne place, z których największy jest plac Wielkiego Zgromadzenia Narodowego przed gmachem rządu. W kierunku bulwaru skierowana jest aleja Klasyków, przebiegająca przez park Stefana Wielkiego. Przy bulwarze znajdują się pomniki Stefana Wielkiego, Mihaia Eminescu oraz metropolity kijowskiego Piotra Mohyły.